# Бер, Вильгельм Михайлович
Вильгельм Михайлович Бер (ок. 1786 — не ранее 1851) — русский военный и чиновник немецкого происхождения, участник Наполеоновских войн. На разных административно-финансовых постах в Новороссийской губернии. Вице-губернатор Таврической губернии (1835-1845).

## Биография
Родился около 1786 года. Происходил из вольноопределяющихся.
В службу вступил при вольном Ганзейском легионе в Уланский полк уланом 11 марта 1813 года. Был уволен из полка по окончании кампании против французов 11 июля 1814 года; 14 августа 1814 года получил Ганзианскую медаль, установленную за походы 1813 года. Был определён бухгалтером в российскую ликвидационную комиссию, учреждённую в Гамбурге 19 марта 1814 года; уволен 1 июня 1815 года и 1 октября того же года был определён для иностранной переписки в Канцелярию Начальника Штаба отдельного корпуса во Франции под начальством графа М. С. Воронцова. По возвращении из Франции в Россию, 12 октября 1819 года поступил в Полевую Комиссариат-комсиссию 1-й армии. Уволен из полевого ведомства для определения по гражданской части 8 сентября 1823 года; определён бухгалтером в Канцелярию Новороссийского и Бессарабского генерал-губернатора 9 сентября 1823 года; коллежский секретарь со старшинством с 8 ноября 1824 года, титулярный советник – 3 апреля 1825 года. Награждён 21 июня 1826 года орденом Св. Анны 3-й степени.
Кроме должности бухгалтера, назначен экзекутором Канцелярии Новороссийского и Бессарабского генерал-губернатора и употребляем был для обревизования дел по ссудам Херсонского приказа общественного призрения, в комиссии из него и других чиновников состоящей, какое поручение исполнил совсем действенно; 1 января 1829 года был назначен казначеем по всем суммам, находящимся в распоряжении Новороссийского генерал-губернатора на заготовление продовольствия для нужд действующей армии во время русско-турецкой войны 1828-1829 годов. Назначен членом комиссии, учрежденной для обревизования дел по поставкам 1828 года; 30 апреля 1830 года назначен вместе с маркизом Траверсе для окончательного расчета с поставщиками и назначения цен на заготовленные для армии припасы. Коллежский советник.
С 30 июня 1838 по 16 марта 1845 года — вице-губернатор Таврической губернии. В 1845 году был внесён в дворянскую родословную книгу Таврической губернии. С 1848 года — действительный статский советник. Скончался не ранее 1851 года. 

## Семья
Был женат; имел детей: Елизавета (род. 1827/28), Николай (род. 1844/45).